# Sphodros paisano
Espèce
Sphodros paisano est une espèce d'araignées mygalomorphes de la famille des Atypidae.

## Distribution
Cette espèce se rencontre aux États-Unis au Texas et au Mexique au Tamaulipas et au Nuevo León,.

## Description
La femelle holotype mesure 17,70 mm.
Le mâle décrit par Platnick en 1986 mesure 11,80 mm.

## Publication originale
- Gertsch & Platnick, 1980 : A revision of the American spiders of the family Atypidae (Araneae, Mygalomorphae). American Museum Novitates, no 2704, p. 1-39 (texte intégral).